# Uri'el Reichman
Uri'el Reichman (hebrejsky: אוריאל רייכמן, Uri'el Rajchman) je izraelský právník, politik a bývalý poslanec Knesetu za stranu Kadima.

## Biografie
Narodil se 4. července 1942 v Tel Avivu. Sloužil v izraelské armádě, kde získal hodnost kapitána (Seren). V roce 1967 dokončil na Hebrejské univerzitě vysokoškolské studium práv v bakalářském cyklu, na které na téže škole navázal magisterským studiem práva dokončeným roku 1972. Doktorát z práva získal roku 1975 na University of Chicago. Hovoří hebrejsky, německy a anglicky.

## Politická dráha
V letech 1985–1990 byl děkanem Právnické fakulty na Telavivské univerzitě, v letech 1990–1994 zastával post děkana na Ramot Mišpat. V letech 1994–2006 pak řídil Interdisciplinary Center ve městě Herzlija.
Stal se jedním ze zakladatelů strany Šinuj, do jejíhož vedení byl zvolen v roce 2004. V listopadu 2005 ji nicméně opustil a přešel do nově vzniklé Kadimy založené Arielem Šaronem. Za tuto stranu kandidoval v parlamentních volbách v roce 2006, po nichž se stal poslancem. Na mandát ale rezignoval jen pár dnů po volbách, 28. dubna 2006. Práce v parlamentu se nezúčastnil. V Knesetu ho nahradil Šaj Chermeš.